# Nando Maria Neves
Fernando "Nando" Maria Neves, född 9 juni 1978) är en kapverdiansk fotbollsspelare (försvarare) som spelar för den tjeckiska klubben FK Příbram och Kap Verdes fotbollslandslag.
Han debuterade för LB Châteauroux den 29 juli 2011 i en 1–1-match mot Guingamp.